# Johann Ender
Johann Nepomuk Ender (Vienna, 3 novembre 1793 – Vienna, 16 marzo 1854) è stato un pittore austriaco.

## Biografia
Studiò presso l'Accademia di Vienna, e quando raggiunse la maggiore età vinse quattro premi. Durante gli anni 1818-1819 viaggiò in Turchia e in Grecia assieme a István Széchenyi. Nel 1820 si recò in Italia, e a Firenze e a Roma produsse un certo numero di opere bibliche e storiche. Dopo aver trascorso un anno a Parigi, ritornò nel suo Paese natale nel 1827, dove si dedicò principalmente alla pittura storica e all'insegnamento presso l'Accademia che aveva frequentato da giovane (1829-1850).

## Opere
- Madonna col Bambino Dormiente (Museo di Vienna)
- Marcus Aurelius alla sua morte (1814, Galleria Esterházy)
- La Crocifissione (un affresco nel Duomo di Vienna)
- Oreste perseguitato dalle Furie (1815)
- Minerva Mostrando Ithaca a Ulisse (1816)
- Assunta (1817)
- Dormire nel Sepolcro di Cristo (1817)
- Judith (esposto nel 1824)
- Michele del Portogallo (1827) (nel Palazzo Nazionale di Queluz)
- Bacco alla ricerca di Arianna

## Galleria d'immagini

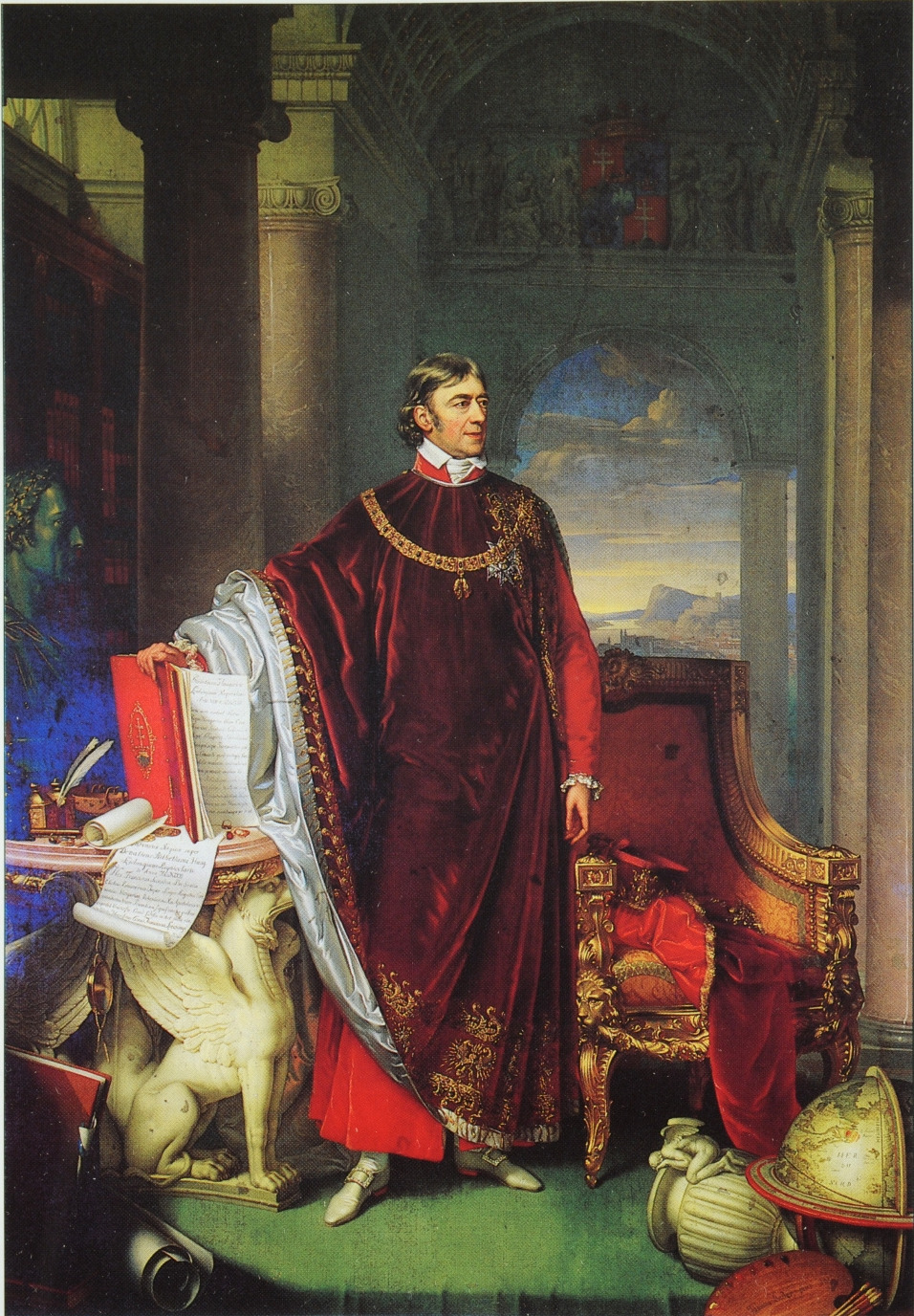
Ritratto di Ferenc Széchényi, 1823, olio su tela
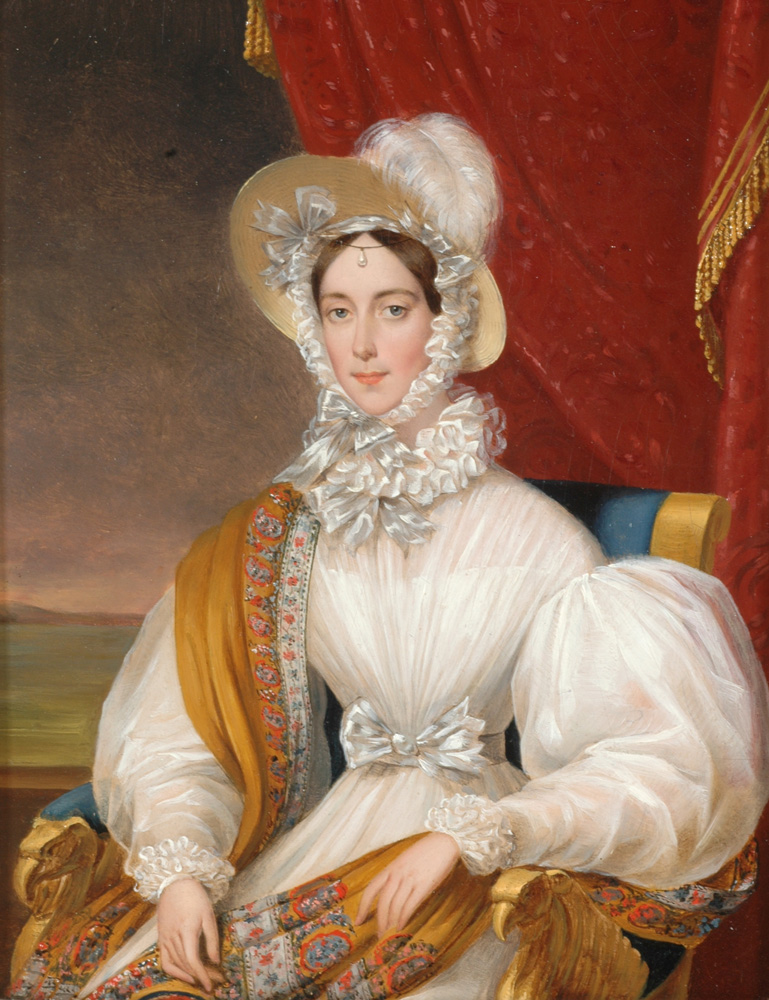
Imperatrice Maria Anna d'Austria (1803-1884), fine del anni '20 del XIX sec. o anni '30 del XIX sec., olio su tavola
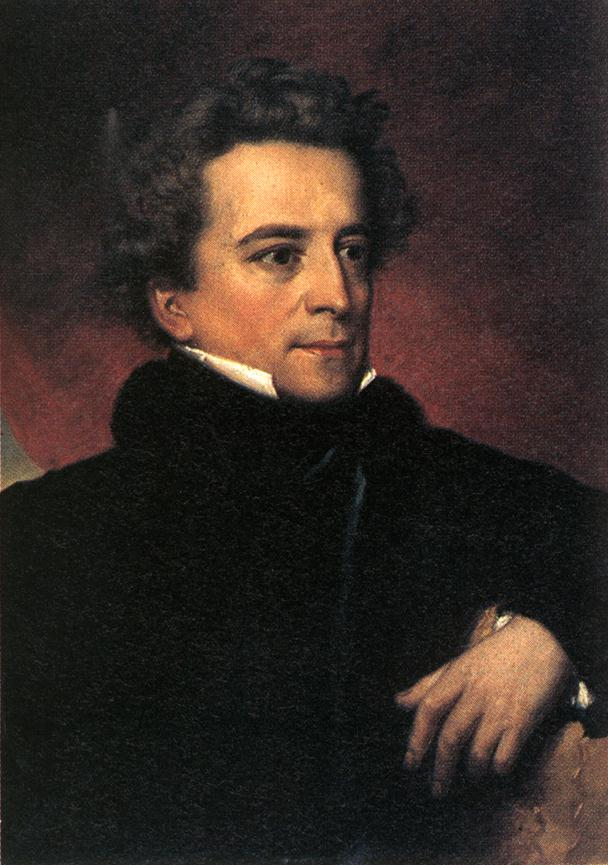
Conte József Dessewffy, anni '20 del XIX sec., olio su tela
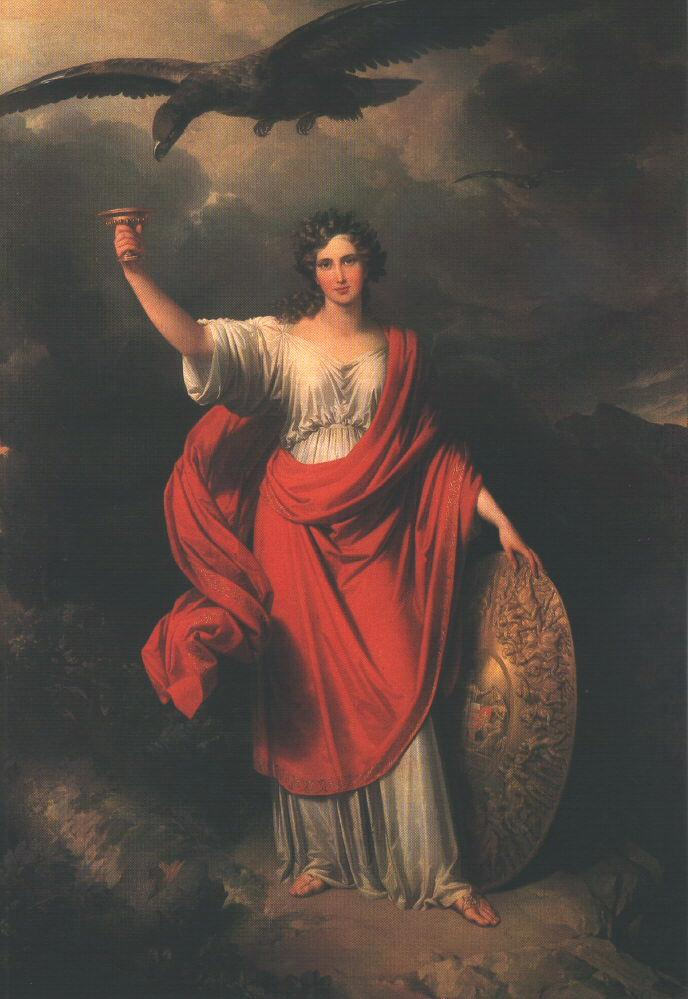
From Darkness, the Light, 1831, olio su tela
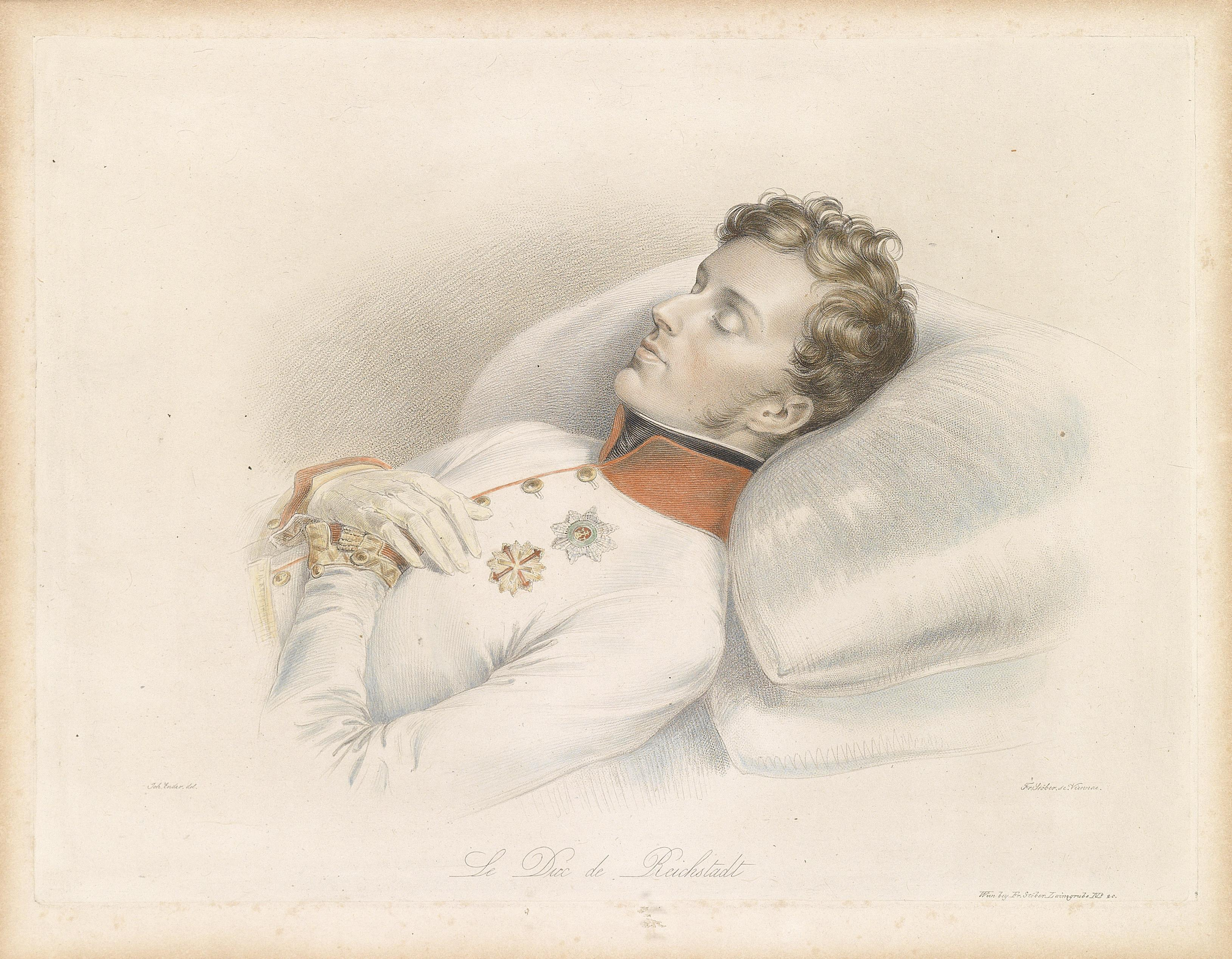
Il duca di Reichstadt (Napoleone II, † 1832) sul letto di morte, 1832, incisione su acciaio,
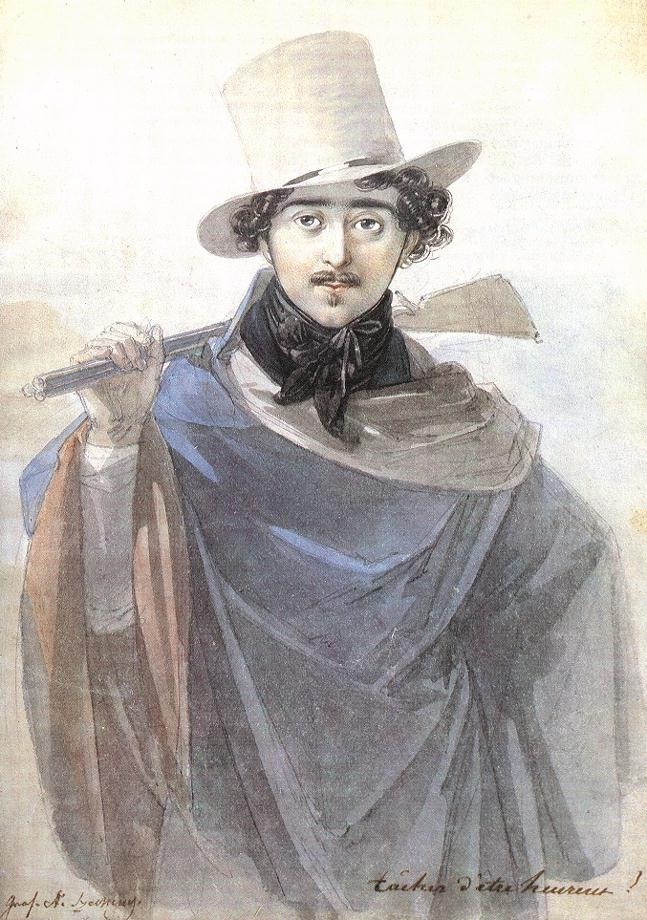
Conte István Széchenyi, 1818, acquerello
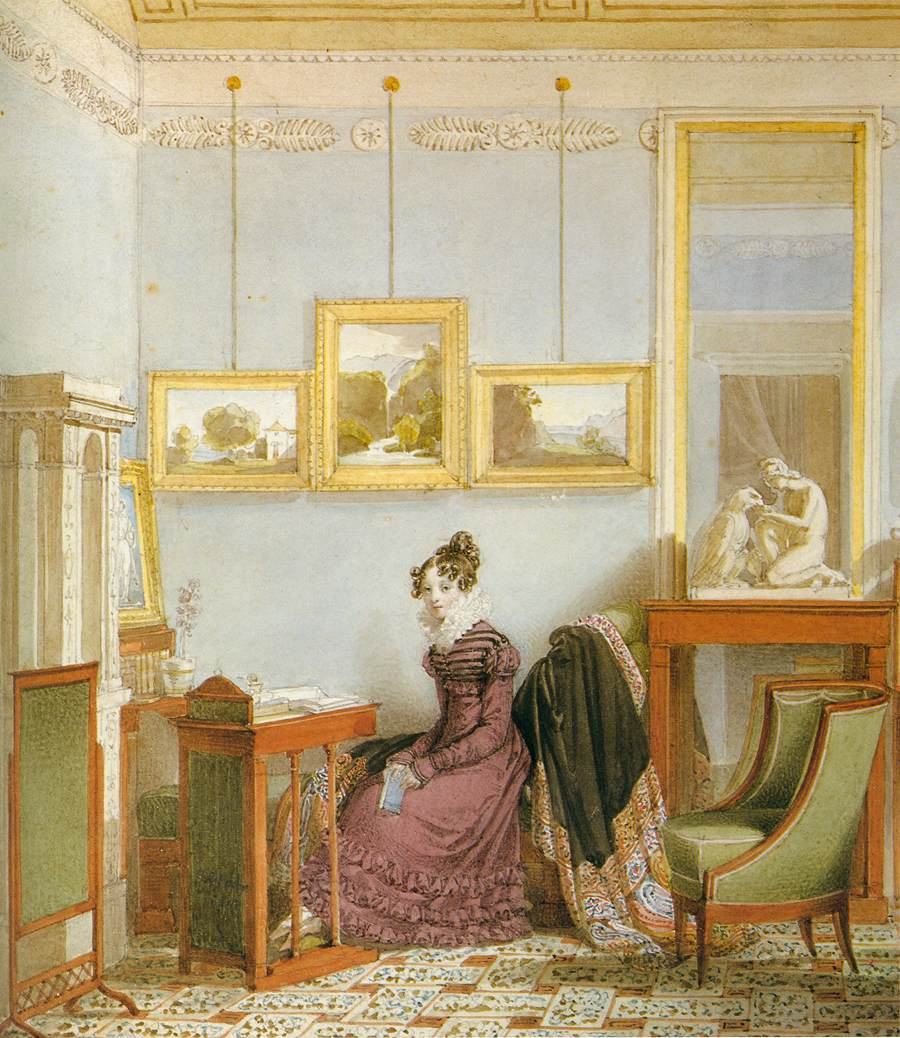
Donna nella sua scrivania, 1820, acquerello
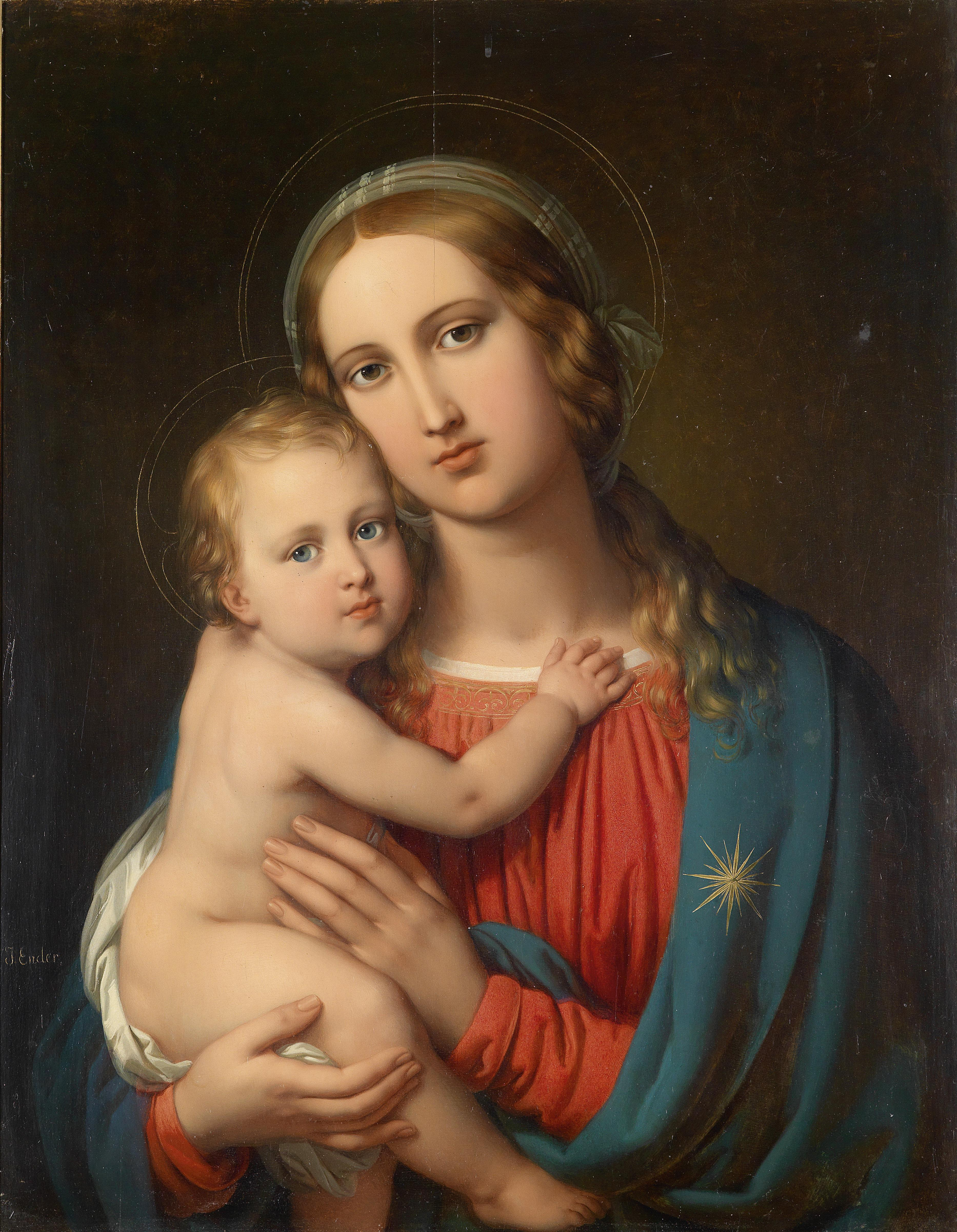
Madonna col Bambino, MDCCCLIV sec., olio su tavola,
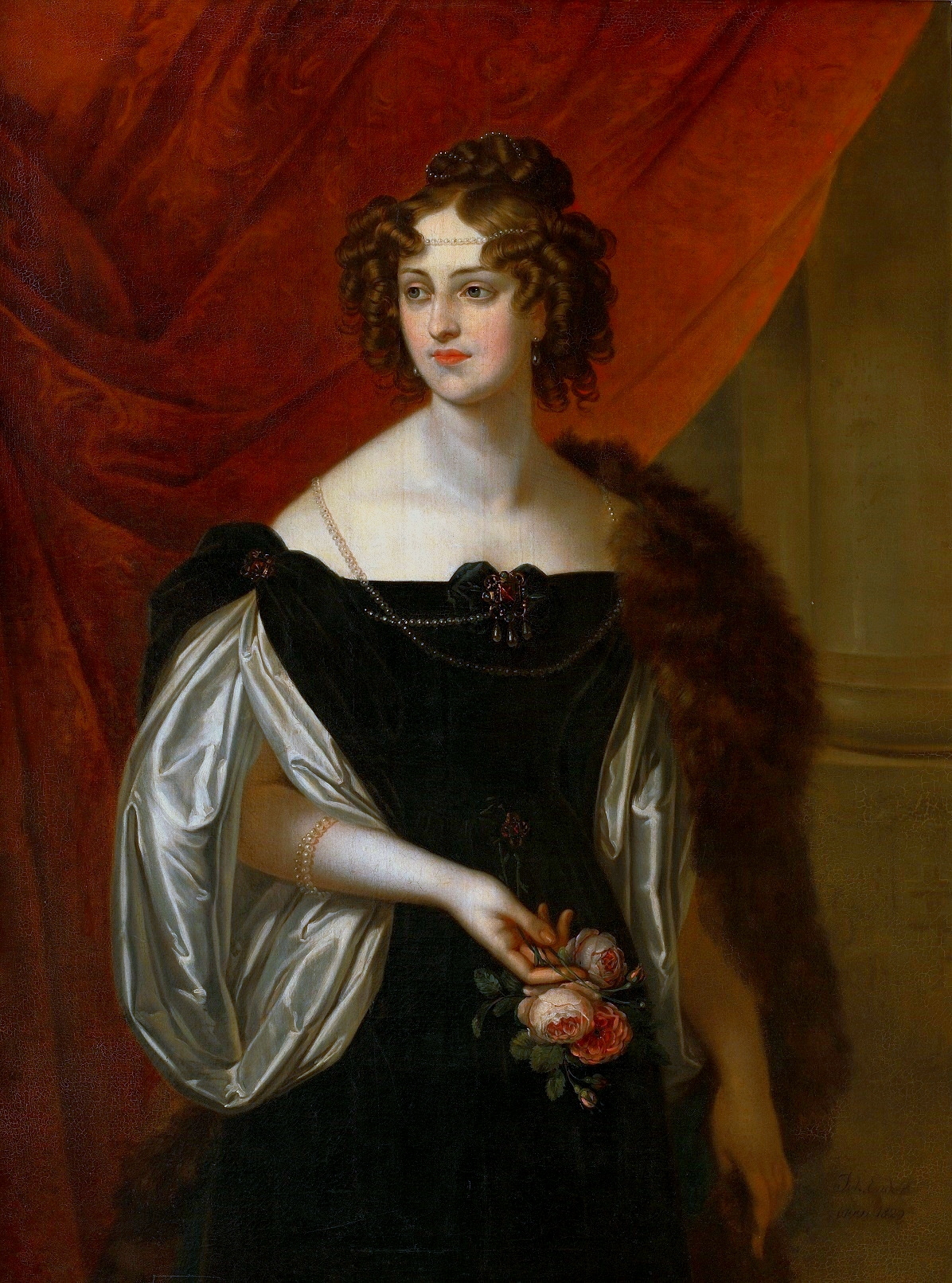
Ritratto di Natalia Sanguszkowa, 1829, olio su tela